# Vastedda della valle del Belice
Pour les articles homonymes, voir Belice (homonymie).
La vastedda della valle del Belice est un fromage italien à base de lait de brebis, à pâte filée, produit dans la vallée du Belice en Sicile.
Depuis le 28 octobre 2010, la dénomination Vastedda della valle del Belice est protégée au niveau européen par une appellation d'origine protégée (AOP).

## Zone géographique
L'aire géographique d'élevage des ovins, de production du lait et de fabrication du fromage  comprend les territoires communaux suivants :
- dans la province d'Agrigente : Caltabellotta, Menfi, Montevago, Sambuca di Sicilia, Santa Margherita di Belice et Sciacca;
- dans la province de Trapani : Calatafimi, Campobello di Mazara, Castelvetrano, Gibellina, Partanna, Poggioreale, Salaparuta, Salemi, Santa Ninfa et Vita;
- dans la province de Palerme : Contessa Entellina et Bisacquino, limité à la partie appelée San Biagio.

## Caractéristique
Il est produit à partir de lait entier, cru — à acidité naturelle de fermentation — provenant de brebis de la race Valle del Belice. De forme ronde aux faces légèrement convexes, il a un diamètre variant entre 15 et 17 cm et 3 et 4 cm de hauteur de talon. Sa surface dénuée de croûte est lisse avec une couleur blanc ivoire et quelques rayures dues au filage artisanal. Délicatement parfumé, il laisse en bouche un léger goût de beurre et d'herbes locales.
Le Vastedda doit être consommé frais, avant deux ou trois jours : généralement taillé en grosses tranches, il s'assaisonne d'huile d'olive sicilienne et d'origan et s'accompagne plutôt de vin blanc tel l'ansonica.